# Грб општине Бачка Паланка
Бачка Паланка је усвојила грб 29. јуна 2011. године, Одлуком о грбу Општине Бачка Паланка.

## Опис грба
Основни грб Општине Бачка Паланка је у облику раскољеног троугластог штита. Десно, на плавом пољу, пропети сребрни коњ придржава златну жетелачку косу, у подножју три сребрне таласасте греде. Лево, на црвеном пољу је златни палисадни бедем са плетером, надвишен са три укрштена златна класа жита, са златним раоником испод и са сребрном бордуром на којој је распоређено седам златних дуката. 
Грб општине Бачка Паланка се користи у три нивоа: основни, средњи и велики. Основни грб садржи елементе са три печата из 19. века који су представљали три насељена места која су се касније ујединила под именом Бачка Паланка. Тако је са печата Старе Паланке преузето класје жита и раоник, са печата Нове Паланке таласасте греде као симбол Дунава који је на грбу представљен и доминантним плавим пољем, а са печата Немачке Паланке жетелачка коса. Палисадни бедем са плетером подсећа да је Бачка Паланка добила име по средњовековном дрвеном утврђењу - паланци. Истовремено овај елемент грба, својим сликовним мотивом плетења представља мултикултурни склад и јединство у различитости житеља Бачке Паланке. Пропети бели коњ - липицанер означава ергелу у Карађорђеву као једну од ретких преосталих у свету које узгајају ову елитну расу коња. Црвена боја на грбу је симбол виталности бачкопаланачке привреде, чији је просперитет приказан златним дукатима. 

## Стари грб
Скупштина општине Бачка Паланка на седници од 23.06.1968. године донела је одлуку о допуни Статута општине , којом је утвђено да "Општина има свој амблем". Ова одредба Одлуке о установљењу амблема (грба) општине унета је у Статут као нови члан 6-2. Каснијом изменом Статута одредба о амблему општине утвђена је чланом 7 Статута.
Седница од 23. јуна 1968. године била је и свечана седница Скупштине општине која је одржана поводом завршетка радова на изградњи одбрамбеног насипа од поплава Дунава и трогодишњице одбране од велике поплаве 1965. године. Образложење амблема општине дао је на овој седници Скупштине општине, потпредседник Бошко Самарџија у име ОК ССРН Бачка Паланка. У образложењу је поред осталог речено:
"Познато је да при стварању амблема, грбова и других симбола градова и народа одлучујућу улогу имају изузетно ретки, драматични и значајни догађаји, који добијају трајно место у њиховој историји. Поплава Дунава 1965. године запретила је да уништи плодове рада више генерација и за Бачку Паланку и околину представља, управо, један такав тренутак. Одбрана приобалних насеља од поплаве 1965. године заузима најистакнутије место у историји ове комуне. Познато је да ни овај град, као ни приобална насеља општине, од када постоје писана документа о њима, никада нису доживели овако драматичне тренутке, па је и нормално што су тај догађај - поплава и успешна одбрана људи од водене стихије, узети као основни мото за настанак овог амблема, који ће својом симболиком подсећати будуће генерације на те судбоносне догађаје."
Идејно решење амблема (грба) дао је академски сликар Матеја Родичи из Београда, а уз сагласност Милана Палишашког нацрт спомен обележја стављен је на амблем. У образложењу предлога амблема, сликар Матеја Родичи је рекао:
"Две су основне тежње садржане у амблему Бачке Паланке као најстарије и увек присутне у животу места: као оплодити - обрадити земљу и са ње извући богатство за даљи напредак и како сачувати стечено од стихије, непогода и других недаћа. Један датум сте забележили у вашој историји као вредну успомену када сте успели да одбраните ваше место од стихије, али је услов био да се сви ангажују, сви супротставе,а успех није изостао. То је био моменат свести о схватању да све што сте кроз године и године створили можете само и једино сложно и заједничким снагама одбранити."
Амблем општине представља ашов, као основни алат човекових руку, у облику штита. Овим је на симболичан начин речено да тим средством човек ради, а у исто време и штити оно што је радом створио. Овај знак ашова-штита уоквирен је класјем жита, које представља карактеристику овог краја - житницу. На самом ашову-штиту је нацрт насипа и спомен обележја на њему, којим је препречена водена стихија, назначена у доњем десном делу амблема испод насипа. Преко насипа, у горњем левом делу амблема, оцртава се небо са звездом "која симболише нову зору, нов живот." Око ашова-штита и класја омотана је трака на којој је у врху амблема исписана година успешне одбране од поплаве, 1965, а испод амблема испод врха ашова, написан је назив општине: Бачка Паланка.
У односу на аутентични грб чији је изглед усвојен 1968. године, постоје две измене. Из горњег левог угла нестала је петокрака звезда, као симбол комунистичког доба. На врху траке промењена је година и уместо 1965, стављена је 1593. као година из које потиче први писани помен насеља.